# Celofán

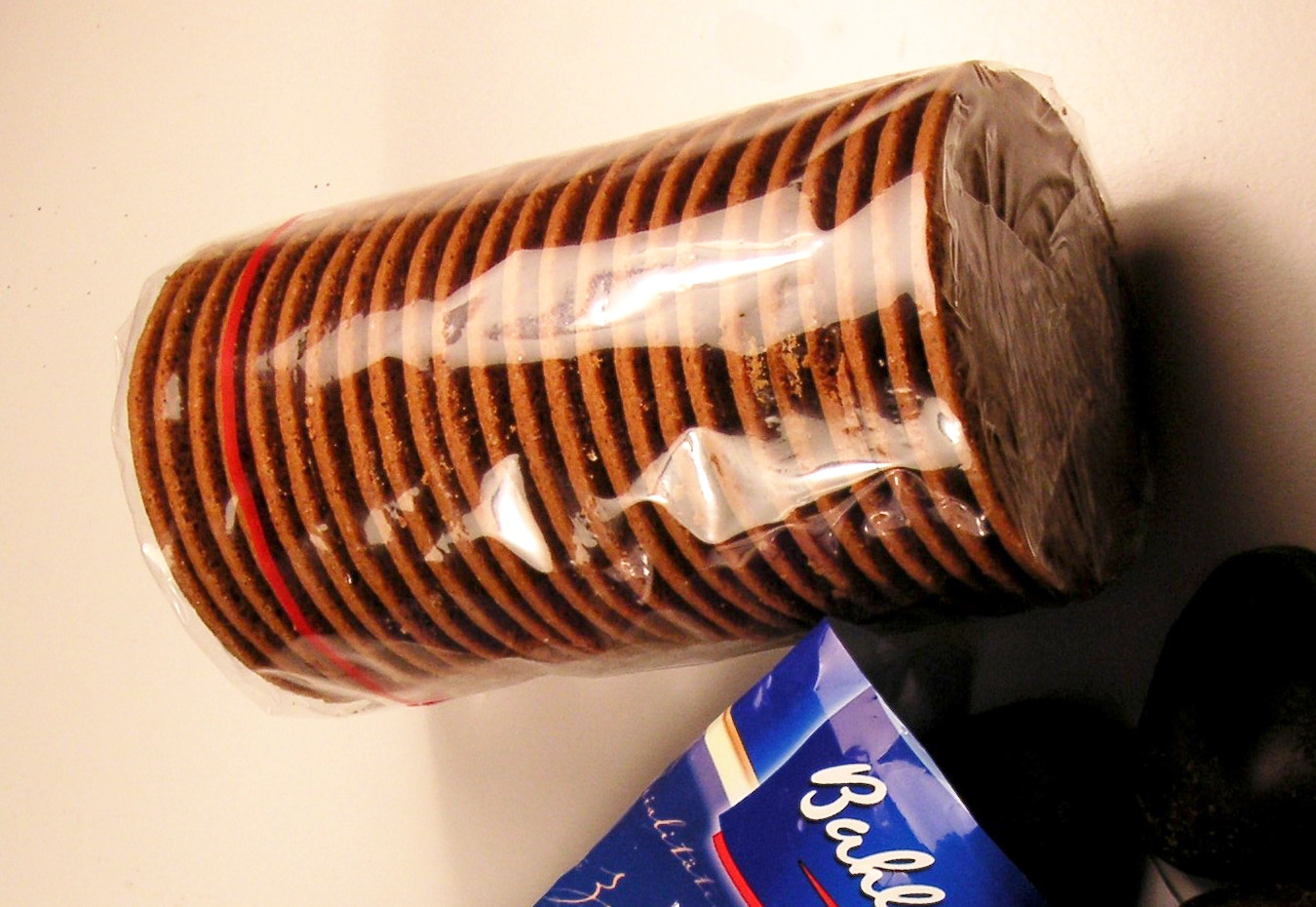
Celofánba csomagolt termékek

A celofán cellulóz alapanyagú, vékony, átlátszó (műanyagfóliához hasonló kinézetű) anyag. Szárazon nem engedi át a levegőt, a vízpárát, kissé merev állagú. Nedvesen könnyen hajlítható.
A szó a cellulóz és a görög phaino (φαίνω: felfed, megmutat) összetételéből származik.

## Felhasználása
Előszeretettel alkalmazzák befőttes üvegek lezárására. Megnedvesítve néhány rétegben a dunsztolásra szánt üveg száját betakarják, régebben vékony zsinórral, manapság gumigyűrűvel rögzítik. A szorosan rögzített, ép, a dunsztban hamarosan kiszáradó celofán légmentesen zárja a befőttet, kissé behúzódva az üveg nyílására feszül. A befőtt, lekvár stb. víztartalma csak évek alatt csökken valamelyest. Régebben széleskörűen elterjedt volt alkalmazása, ma már csak egyes háztartásokban használják erre a célra. A csavaros befőttes üvegek jórészt kiszorították a celofánt.
A hőskorban dializáló membránnak is próbálták felhasználni.
Esztétikus csomagolóanyag, kis tasakként, vagy virágokhoz. Bár az ún. celofánzacskók néha hasonló kinézetű műanyagból készülnek.